# Aldermaston
Aldermaston è un paese di 927 abitanti della contea del Berkshire, in Inghilterra.

## Cultura

### University College
Il paese ha ospitato l'Aldermaston College, sede di un prestigioso college e del British Institute of Engineering and Technology. In seguito ai tagli seguenti una riforma scolastica nel Regno Unito il centro universitario ha definitivamente chiuso i battenti nei primi anni novanta.